# Sergentomyia berentiensis
Sergentomyia berentiensis är en tvåvingeart som beskrevs av Leger och Rodhain 1979. Sergentomyia berentiensis ingår i släktet Sergentomyia och familjen fjärilsmyggor.
Artens utbredningsområde är Madagaskar. Inga underarter finns listade i Catalogue of Life.